# 伍中信
伍中信（1966年—），汉族，中华人民共和国政治人物、第十一届全国政协委员。
加入中国致公党，担任致公党中央委员、湖南省委副主委、湖南财政经济学院校长。2008年，当选第十一届全国政协委员，代表教育界，分入第四十一组。